# Maurice Denuzière
Maurice Denuzière (* 29. August 1926 in Saint-Étienne, Département Loire) ist ein französischer Schriftsteller.

## Leben
Nach abgeschlossenem Studium bekam Denuzière eine Anstellung als Journalist. Ab 1951 arbeitete er für France Soir und Le Monde und ab dieser Zeit begann Denuzière an eigenen literarischen Werken zu schreiben.
Neben vielen literarischen Werken, von denen sein Louisiana-Zyklus wohl am bekanntesten geworden ist, verfasste Denuzière auch eine Reihe von Sachbüchern.

## Ehrungen
- 1961 Prix Claude-Farrère
- 1980 Premio Bancarella für den Roman Louisiane
- 2010 Commandeur des Ordre des Arts et des Lettres

## Werke (Auswahl)
Roman-Zyklen
- Louisiana-Zyklus

1. Louisiana. Roman (Louisiane, 1977). Molden, Wien u. a. 1978, ISBN 3-217-00906-1
2. In der großen Stadt New Orleans (Fausse-Rivière, 1979). Goldmann, München 1983, ISBN 3-442-06583-6.
3. Am grossen Fluss Mississippi (Bagatelle, 1981). Goldmann, München 1985, ISBN 3-442-06584-4.
4. Les trois chênes. Denoël, Paris 1985, ISBN 2-207-23092-9.
5. L'adieu au sud. Denoël, Paris 1987, ISBN 2-207-23364-2.
6. Les années Louisiane. Denoël, Paris 1987, ISBN 2-207-23430-4.

- Helvetia-Zyklus

1. Helvétie. Fayard, Paris 1992,
2. Rive-Reine. Fayard, Paris 1994, ISBN 978-2-213-65535-2.
3. Romandie. Denoël,  1996, ISBN 2-207-24474-1.
4. Beauregard. Denoël, Paris 1998, ISBN 2-207-24718-X.

- Bahamas-Zyklus

1. Le pont de Buena Vista. Fayard, Paris 2003, ISBN 2-213-61475-X.
2. Retour à soledad. Fayard, Paris 2005, ISBN 2-213-62362-7.
3. Un paradis perdu. Fayard, Paris 2007, ISBN 978-2-213-62376-4.

Standalones
- Wenn der Hund sich ein Herrchen nimmt ... Eine heitere Geschichte für Hundefreunde und alle, die es schon immer werden wollten (Un chien de saison, 1979). Droemer Knaur, München 1988, ISBN 3-426-01493-9.
- Als Vater die Idee hatte, aufs Land zu ziehen. Ein heiterer Familienroman (Pour amuser les coccinelles, 2003). Rowohlt, Reinbek 1987, ISBN 3-499-15878-7.
- Une tombe en Toscane. Fayard, Paris 1999, ISBN 2-213-60392-8.
- L'amour flou. Denoël, Paris 1988, ISBN 2-207-23512-2.
- Le Cornac. Fayard, Paris 2000, ISBN 2-213-60539-4.
- Amélie ou la concordance des temps. Fayard, Paris 2001, ISBN 2-213-60877-6.
- L'Alsacienne. Fayard, Paris 2009, ISBN 978-2-213-63398-5.
- Un homme sans ambition. Fayard, Paris 2011, ISBN 978-2-213-63388-6.

Jugendbücher
- Alerte en Stéphanie. Conte. Hachette, Paris 1982, ISBN 2-01-009005-5.

Sachbücher
- Lettres de l'étranger. Denoël, Paris 1995, ISBN 2-207-24366-4.[1]
- Et pourtant elle tourne. Fayard, Paris 1998, ISBN 2-213-60218-2.[2]